# Правовой режим
Правовой режим — это совокупность правил, регулирующих ту или иную сферу деятельности; специальный закрепленный в нормативно-правовых актах различного уровня порядок регулирования общественных отношений, основанный на установленных и обеспеченных государством правовых средствах, направленный на формирование благоприятных условий для удовлетворения интересов субъектов права, выражающийся в специфике способов и гарантий его реализации, ответственности за нарушение его требований и основывается на действии общих принципов, приводящих все его элементы в единую упорядоченную систему.
Правовые режимы строго устанавливаются или санкционируются государством, например:
- в исключительных случаях (режим чрезвычайного / военного положения);
- в отношении отдельных территорий (режим заповедных территорий и объектов);
- в отношении объектов (режим оборота наркотических средств);
- в отношении субъектов (режим наибольшего благоприятствования, национальный режим)[3].

## Другие определения
Правовой режим — самостоятельное правовое средство государства, применяемое для обеспечения безопасности граждан и защиты конституционного строя, как специальный регламент деятельности субъектов права, предназначенный для решения особых задач или работы публично-властных субъектов в особых обстоятельствах.

Правовой режим — это порядок регулирования, который выражен в комплексе правовых средств, характеризующих особое сочетание взаимодействующих между собой дозволений, запретов, а также позитивных обязываний и создающих особую направленность регулирования.— С. С. Алексеев

Правовой режим — одно из проявлений нормативности права, но на более высоком уровне. Он соединяет в единую конструкцию определённый комплекс правовых средств, который диктуется возникающими целями— 

### Причины расхождений
Расхождение во взглядах учёных, изучающих феномен «правового режима» как в определении понятия, так и в структуре правовых режимов и их функциях, показывает дискуссионность и неоднозначность восприятия данного правового явления ввиду его сложности и многоаспектности.

## Виды правовых режимов
Классификация правовых режимов не ограничена и является многоступенчатой, но можно выделить следующие виды:
- по сферам действия
  - международно-правовые (режим открытого моря, континентального шельфа)
  - внутригосударственные
    - по территориальным масштабам (федеральные, региональные, муниципальные, локальные)
- по отраслям права
  - материальные (режим имущества супругов, режим территориальных вод)
  - процессуальные (обеспечение деятельности правоохранительных органов и системы правосудия)
- в зависимости от предмета регулирования
  - конституционные
  - административные
  - финансовые
  - земельные
  - таможенные
  - экспортный
  - налоговые
  - гражданско-процессуальные
  - гражданско-правовые и др.
- по продолжительности действия
  - временные (на определённый срок)
  - постоянные (срок действия не установлен и действует вплоть до отмены, например режим закрытого административного территориального образования)
- по основаниям установления
- по объектам правового воздействия
- по реализации устанавливаемых правовых предписаний
  - разрешительные (льготные)
  - ограничивающие (запретительные)
- иные[6].